# 山形県信用農業協同組合連合会
山形県信用農業協同組合連合会（やまがたけんしんようのうぎょうきょうどうくみあいれんごうかい）は、かつて山形県山形市七日町に本部・本所を置いていた信用農業協同組合連合会。
財務内容は健全であったが、2003年11月に激化する金融競争をにらみ、収益基盤の安定化や機能強化を狙い資金運用などの一部事業を農林中央金庫に事業譲渡することで調印。さらに公庫受託業務、為替決済業務など残りのすべての業務を2008年1月15日に農林中金に譲渡し解散した。県信連の職員96人は退職者を除いて県信連の関連会社であった山形県JAビジネスや農林中金山形支店などに移籍した。

## 沿革
- 1948年(昭和23年）- 山形県信用農業協同組合連合会として設立される。
- 2003年（平成15年）11月 - 農林中央金庫に一部事業を譲渡。
- 2008年（平成20年）
  - 1月15日 -  農林中央金庫に完全統合。
  - 3月末日 - 解散。